# Alex Melloy
Alex Melloy (28 de septiembre de 2003) es un deportista de Reino Unido que compite en atletismo. Ganó una medalla de bronce en el Campeonato Europeo de Atletismo Sub-20 de 2021, en la prueba de 3000 m.